# Calydon
Ne doit pas être confondu avec Kalydon (île de Crète).
Calydon (en grec ancien Καλυδών / Kaludôn, « bien donné ») est une ancienne cité grecque, capitale de la région de l'Étolie, en Grèce occidentale. D'importants vestiges archéologiques d'une acropole, d'une forteresse et d'un sanctuaire dédié à la déesse Artémis y ont été mis au jour.
Calydon est célèbre dans la mythologie grecque en raison du sanglier de Calydon, créature fantastique qui ravageait la région et que plusieurs héros grecs dont Œnée, roi de la ville, son fils Méléagre, Atalante, Thésée, Pelée, Castor et Pollux ou encore Jason auraient chassée, apparemment vainement (ou bien il s'agissait de toute une harde) jusqu'à ce que Méléagre finisse par le mettre à mort.
À la suite de la fin du royaume de Morée, Calydon est un siège titulaire de l'Église catholique depuis 1720.

## Géographie
Dans son Histoire naturelle, Pline l'ancien mentionne Calydon, « ville d'Étolie, est à 7 500 pas de la mer, près du fleuve Événos ».
La localisation de Calydon n'est plus contestée actuellement. Le sanctuaire a été fouillé conjointement par les Grecs et les Danois, de 1925 à 1932. C'est au cours de ces fouilles que les différents temples situés sur le promontoire ont été mis au jour et étudiés.
On peut s'y rendre depuis Patras en passant par Antirhion et en prenant la direction de Missolonghi ou d'Agrinion. Les vestiges se trouvent près du village d'Evinochoro, sur la rive occidentale de l'Événos.

## Histoire
La ville, d'après la légende, serait assez ancienne. Le nom de Calydon évoque les héros Œnée, Tydée et Méléagre. Homère la compte parmi les villes étoliennes.
Strabon mentionne dans sa Géographie l'existence de la ville ainsi que celle de Pleuron, qu'il décrit comme étant les deux villes principales de l'Étolie. S'il les décrit toutes deux comme étant « bien déchues » en son temps, Strabon affirme qu'elles ont été autrefois « l'ornement même de la Grèce ».
Calydon eut cependant peu d'importance dans l'histoire, alors qu'elle aurait pu jouer un rôle de sentinelle à l'entrée du golfe de Corinthe. À l'issue de la guerre du Péloponnèse, elle ne fut plus considérée comme une ville d'Étolie, par suite de l'occupation achéenne.
Ce n'est qu'à partir de 369 av. J.-C. qu'elle sera rattachée à la Ligue étolienne.
Les habitants de Calydon et d'autres villes des environs furent déplacées par l'empereur Auguste pour repeupler Nicopolis d'Épire après sa victoire à la bataille d'Actium. Le sanctuaire d'Artémis fut dépouillé, son trésor et la statue de la déesse furent déposés dans un temple de Patras.

### Fouilles archéologiques

#### Sanctuaire d'Artémis Laphria
L'archéologue danois Ejnar Dyggve a mené plusieurs campagnes de fouilles à Calydon entre 1928 et la fin des années 1940. Celles-ci ont notamment permis d'exhumer les vestiges d'un sanctuaire dédié à Artémis Laphria installé entre deux vallons.

#### Forteresse de Calydon
Le site, qui était connu sous le nom de « Kastro de Kurtaga », a été identifié par Leake en 1809.
L'entrée principale se trouvait au point où aboutissait la voie sacrée, c'est-à-dire à trois cents mètres au nord du sanctuaire du Laphrion, situé au sommet d'un promontoire rocheux bien visible.

#### Théâtre

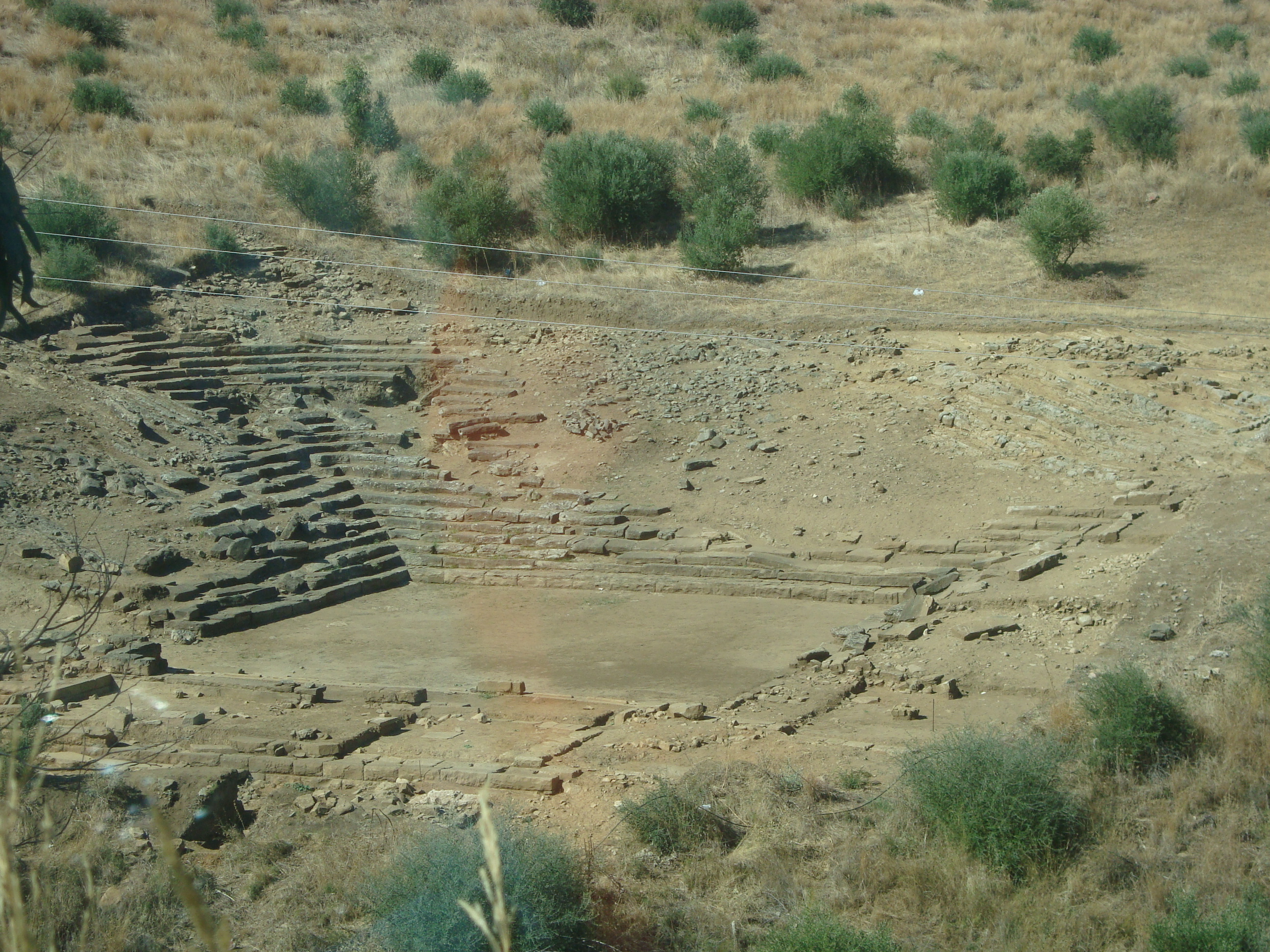
Vestiges du théâtre antique de Calydon

Le théâtre de Calydon découvert sur place présente un plan en carré inhabituel.

## Mythologie

### Fondation mythique et rois de Calydon
Selon la mythologie grecque, Calydon aurait été fondée par Étolos, roi d'Élis. Fils d'Endymion et d'une nymphe, il est l'époux de Pronoé, fille de Phorbas, qui lui donne deux fils, Pleuron et Calydon. Étolos donnera le nom de son fils à la ville nouvelle et fondera également la ville Pleuron de la même manière.
Calydon épouse Éolia, fille d’Amythaon, avec qui il fonde la dynastie calydonienne, comprenant en son sein de nombreux héros et souverains mythologiques dont Méléagre ou encore Héraclès.

### Œnée et Méléagre
Parmi les souverains de Calydon les plus connus figurent Œnée, père de Méléagre et grand-père du roi d'Argos Diomède.
Méléagre, fils d'Œnée, est le héros de plusieurs récits mythologiques.

### Le sanglier de Calydon
Mis bas par la laie de Crommyon selon Strabon, le sanglier de Calydon avait été envoyé par la déesse Artémis pour punir le roi Œnée qui avait oublié de faire une offrande à la déesse lors de la fête des Thalysies. Afin de débarrasser la région de ce fléau, Œnée demanda l'assistance de nombreux héros provenant de toute la Grèce antique dont Méléagre son fils, Atalante, Thésée, Pélée, Télamon, Castor et Pollux, Jason ou encore Amphiaraos. C'est Méléagre lui-même qui porte à la bête le coup fatal. La plupart des chasseurs furent également Argonautes.
L'épisode de cette chasse est un sujet souvent traité dans l'art et la littérature antique.

### Guerre des Étoliens et des Curètes
Au chant IX de l'Iliade, Homère raconte la guerre entre les Curètes, une tribu d'Étoile installée près de Pleuron, et les Étoliens, dont la capitale était Calydon. Homère raconte comment les Curètes essayèrent de saccager la ville, et furent chassés par Méléagre.

### Guerre de Troie
Selon l'Iliade, le roi de Calydon Thoas, fils d'Andremon, a participé à la guerre de Troie. Celui-ci aurait conduit Calydon et quatre autres cités étoliennes dont Pleuron en Troade.
Par ailleurs, le roi d'Argos Diomède, l'un des principaux héros de la guerre de Troie, était le petit fils d'Œnée. Homère raconte au chant XV de l'Iliade comment Diomède aurait ré-établi son grand-père sur le trône de Calydon après que ce dernier ait été détrôné par les enfants de son frère Agrios.

## Siège épiscopal

### Siège titulaire
Depuis 1720, Calydon est un siège titulaire de l'Église catholique.
Le titre d'évêque de Calydon n'a pas été attribué depuis la mort de son dernier titulaire, Mgr Johannes Neuhäusler (de), également évêque auxiliaire de Munich et Freising.

### Liste des évêques titulaires de Calydon
| Début            | Fin                | Nat.                           | Nom                                             | Fonction exercée                               |
| ---------------- | ------------------ | ------------------------------ | ----------------------------------------------- | ---------------------------------------------- |
| 22 juillet 1720  | n'a pas pris effet | Empire espagnol                | Mgr Martín de Sarricolea y Olea                 | Évêque coadjuteur du Paraguay                  |
| 2 mars 1722      | 20 mai 1728 †      | Royaume d'Espagne              | Mgr Sebastián Foronda                           | Administrateur apostolique de Cebu             |
| 30 août 1723     | 19 juillet 1726 †  | Empire espagnol                | Mgr Juan de Las Peñas                           | Évêque auxiliaire de Cuenca                    |
| 14 février 1797  | 29 août 1832 †     | Royaume de Lombardie-Vénétie   | Mgr Luigi Grondona                              | Vicaire apostolique coadjuteur de Ava et Pegou |
| 22 mai 1832      | 14 juin 1833       | Royaume de France              | Mgr Julien-Marie-François-Xavier Hillereau      | Visiteur apostolique de Smyrne                 |
| 20 janvier 1834  | 3 mars 1856 †      | République de Nouvelle-Grenade | Mgr Jose Antonio Chaves                         | Évêque auxiliaire de Santafé                   |
| 17 mai 1867      | 24 septembre 1868  | Malte                          | Mgr Antonius Grech-Delicata-Testaferrata-Cassia | Administrateur apostolique de Gozo             |
| 21 décembre 1868 | 31 décembre 1868 † | Royaume de Croatie-Slavonie    | Mgr Luka Petrović                               | Évêque auxiliaire de Zagreb                    |
| 8 février 1870   | 30 décembre 1871   | États-Unis                     | Mgr Caspar Henry Borgess                        | Évêque coadjuteur de Détroit                   |
| 9 août 1883      | 8 novembre 1890 †  | Italie                         | Mgr Lodovico Caracciolo di Castagneta           | Évêque auxiliaire d'Aversa                     |
| 1er juin 1891    | 12 juin 1893       | Italie                         | Mgr Michele Zezza di Zapponeta                  | Évêque auxiliaire de Naples                    |
| 4 février 1929   | 8 septembre 1933 † | États-Unis                     | Mgr Edward Thomas Sheehan                       | Vicaire apostolique de Yujiang                 |
| 13 décembre 1933 | 25 mai 1940 †      | Reich allemand                 | Mgr Hermann Shopperlrey                         | Vicaire apostolique de Sinyangchow             |
| 16 janvier 1941  | 15 avril 1944      | Canada                         | Mgr Marie-Joseph Lemieux                        | -                                              |
| 9 novembre 1944  | 11 avril 1946      | République de Chine            | Mgr Joseph Marie Yüen K’ai-chih                 | Vicaire apostolique de Zhumadian               |
| 8 février 1947   | 14 décembre 1973 † | Allemagne de l'Ouest           | Mgr Johannes Baptist Neuhäusler                 | Évêque auxiliaire de Munich et Freising        |